# Viccourt Cup
Il Viccourt Cup è un torneo di tennis che si gioca sul cemento. Il torneo si gioca a Donec'k in Ucraina dal 2012.

## Albo d'oro

### Singolare
| Anno        | Campionessa     | Finalista          | Punteggio        |
| ----------- | --------------- | ------------------ | ---------------- |
| 2013        | Elina Svitolina | Tímea Babos        | 3–6, 6–2, 7–6(9) |
| 2012        | Vesna Dolonc    | Maria João Koehler | 6–2, 6–3         |
| ↑ ITF 50K ↑ |                 |                    |                  |

### Doppio
| Anno        | Campionesse                         | Finaliste                             | Punteggio |
| ----------- | ----------------------------------- | ------------------------------------- | --------- |
| 2013        | Julija Bejhel'zymer Renata Voráčová | Vesna Dolonc Aleksandra Panova        | 6–1, 6–4  |
| 2012        | Ljudmyla Kičenok Nadežda Kičenok    | Valentina Ivachnenko Kateryna Kozlova | 6–2, 7–5  |
| ↑ ITF 50K ↑ |                                     |                                       |           |